# The Sheik
The Sheik é um filme da Famous Players-Lasky (precursora da Paramount Pictures) de 1921, um dos maiores sucessos de Rodolfo Valentino, com Agnes Ayres e Adolphe Menjou, dirigido por George Melford, baseado no romance homônimo de Edith Maude Hull.

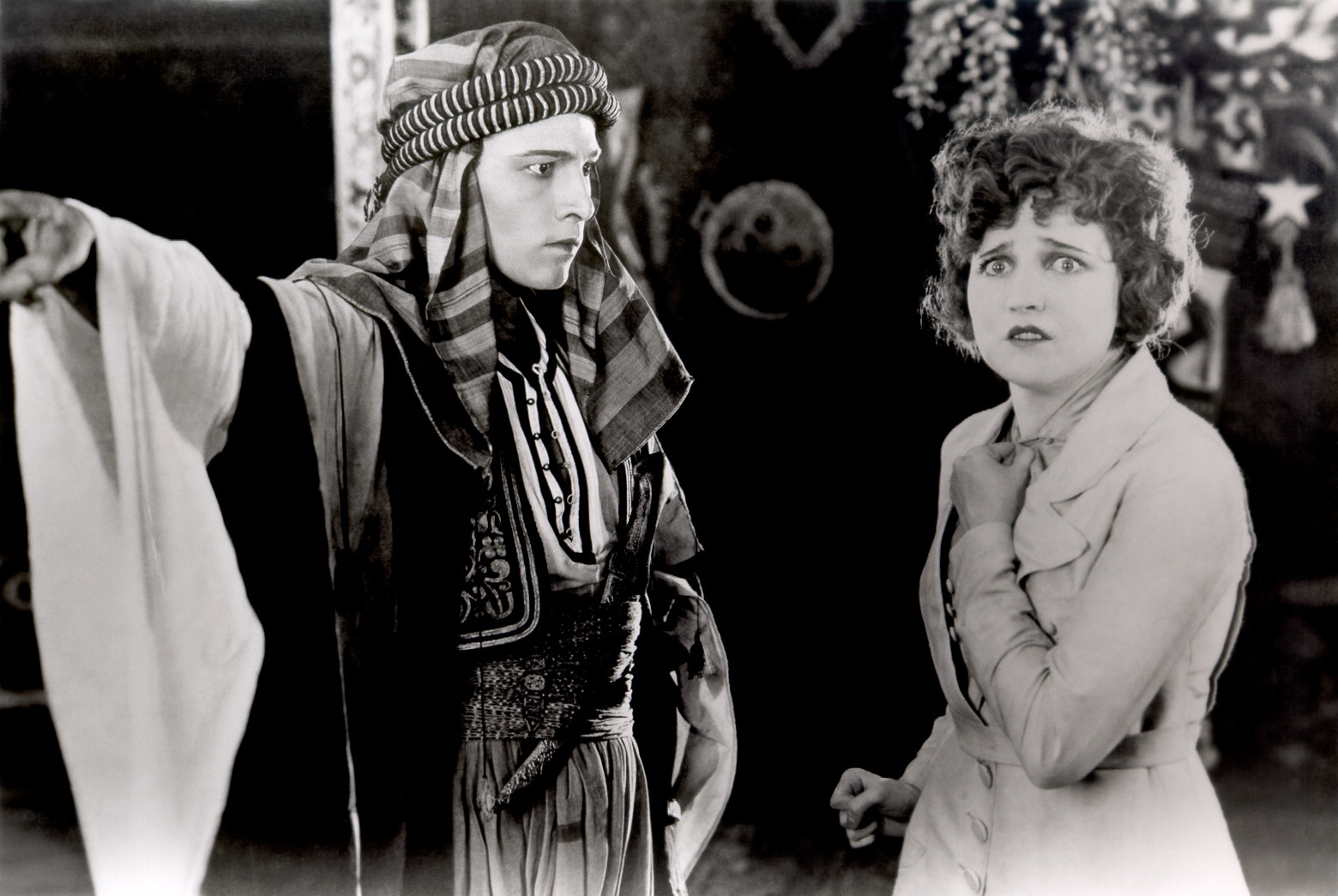
Valentino e Ayres, em cena do filme.

## Elenco
- Rodolfo Valentino - Sheik Ahmed Ben Hassan
- Agnes Ayres - Lady Diana Mayo
- Ruth Miller - Zilah (pretendente do Sheik)
- George Waggner - Youssef (chefe tribal)
- Frank Butler - Sir Aubrey Mayo (irmão de Diana)
- Charles Brinley - Mustapha Ali(guia de Diana)
- Lucien Littlefield - Gaston (valete de Raoul)
- Adolphe Menjou - Raoul de Saint Hubert
- Walter Long - Omar (bandido)

## Impacto cultural
A obra introduziu,  nos Estados Unidos da América, uma breve moda de temas árabes.
No Brasil o filme é referido na letra da canção de Rita Lee e Roberto de Carvalho de 1982, Flagra, do LP Rita Lee e Roberto de Carvalho. Já em 1926 Oswald de Andrade fazia referência a Valentino, recém-falecido, e ao filme daquele ano, que deu sequência a este - O Filho do Sheik, numa crônica publicada em o Jornal do Comércio, mostrando o impacto cultural que o artista e o filme provocaram no país.

## Galeria

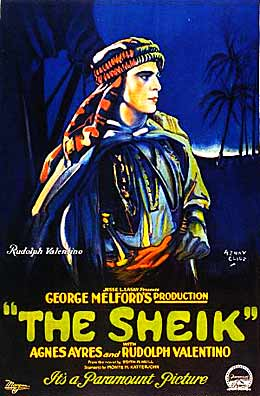
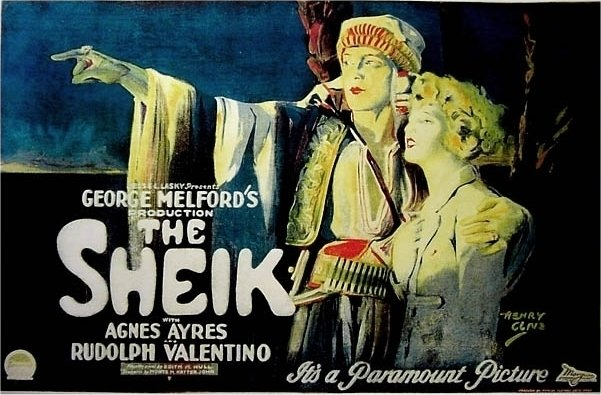
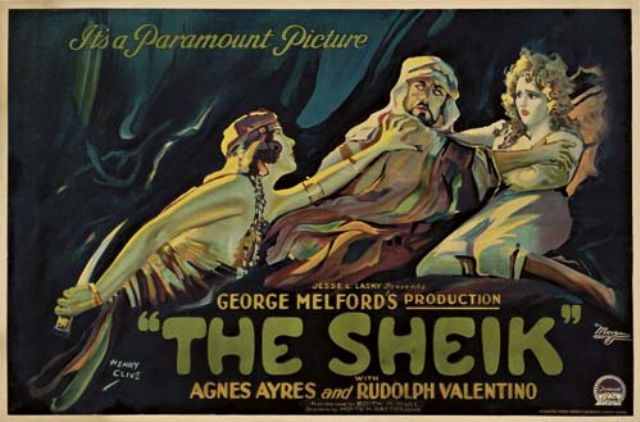
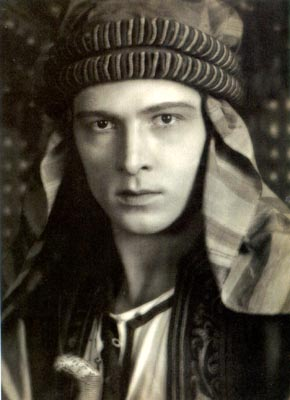
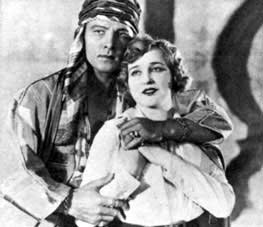

Alguns pôsteres e cenas do filme: